# Mykola Kuliš
Mykola Hurovyč Kuliš (ukrajinsky: Микола Гурович Куліш; 19. prosince 1892, Čaplynka – 3. listopadu 1937, Sandarmoh) byl ukrajinský spisovatel a dramatik, představitel tzv. popraveného obrození, tedy skupiny ukrajinských umělců a spisovatelů zlikvidovaných či umlčených během stalinských čistek 30. let 20. století. Zejména jeho divadelní hry 97 (1924), Komuna u stepama (1925) a Zbogom, selo (1933) jsou tragickými kronikami ničení ukrajinského venkova za sovětské éry.

## Život
Již během školních let publikoval několik krátkých veršů a epigramů ve studentských ručně psaných časopisech. V roce 1913 napsal hru Na chytání ryb, která se později stala základem jeho komedie Tak zahynul Huska (ukrajinsky Отак загинув Гуска). Ve 22 letech se zapsal na filologii na Novoruské univerzitě (dnes Oděská univerzita), ale studium musel přerušit kvůli odvodu do armády vynuceném vypuknutím první světové války.
Nejprve sloužil jako svobodník u záložního praporu. V roce 1914 byl poslán do oděské školy praporčíků. Po absolvování tamního výcviku šel na frontu, kde bojoval v letech 1915–1917. I na frontě pokračoval v psaní krátkých veršů a malých her, které byly publikovány ve vojenském tisku. V roce 1917, již jako důstojník, podpořil únorovou revoluci a stal se i politicky aktivním. Po říjnové revoluci se přidal na stranu bolševiků. Od počátku roku 1918 byl předsedou Olešské rady dělnických a rolnických zástupců. V červenci 1919 v Chersonu zorganizoval Dněprský rolnický pluk jako součást Rudé armády. Pluk se podílel na obraně Chersonu a Mykolajiva proti bělogvardějským vojskům Antona Děnikina. Za vlády konzervativního hejtmana Pavla Skoropadského, vůdce krátkodobého Ukrajinského státu podporovaného Německem, byl pět měsíců vězněn. Po návratu Rudé armády do Chersonu byl jmenován náčelníkem štábu skupin Chersonské a Dniproské armády.
Po demobilizaci v roce 1920 pracoval jako instruktor pro několik orgánů lidové výchovy v Olešském újezdu a také redigoval noviny Červony šljach (Черво́ний шлях) v Zinovjevsku (dnes Kropyvnyckyj). Během této doby dal dohromady ukrajinskou abecedu zvanou pervynka. Začal také cestovat po jižní Ukrajině, organizoval různé školy a pomáhal hladovým během hladomoru v letech 1921–1922. Později napsal příběh v ruštině Po vesiam i selam. V roce 1922 působil v guberniálním oddělení lidového školství v Oděse jako školní inspektor. V roce 1924 napsal hru 97, kde popsal hladomor v Chersonské oblasti v letech 1921–1922. Spolu s další hrou Obec ve stepích (1925) byla uvedena v Charkovském divadle a přinesla mu všeobecné uznání.
V Oděse vstoupil do spolku spisovatelů Hart. V roce 1925 se vrátil do Zinovjevska, kde znovu redigoval Červony šljach. Později téhož roku se přestěhoval do Charkova, kde se setkal s různými významnými ukrajinskými spisovateli a básníky, jako jsou Mykola Chvyljovij, Ostap Vyšnja, nebo Volodymyr Sosjura. Zde se stal členem VAPLITE (Вільна академія пролетарської літератури) a spolupracoval s divadelní expresionistickou skupinou Berezil vedenou Les Kurbasem. V listopadu 1926 byl zvolen prezidentem VAPLITE a byl jím do ledna 1928. Jeho práce byly publikovány v časopise Literaturnyj jarmarok. Od konce roku 1929 byl členem prezidia nového literárního svazu Politfront.
Od roku 1930 se v tisku náhle začaly objevovat silně negativní recenze jeho děl, což byla v Sovětském svazu často předzvěst mocenského úderu. Přestěhoval se z Charkova zpět do své rodné Chersonské oblasti. V roce 1933 na vlastní oči viděl mnoho obětí holodomoru, což ho rozrušilo. Během té doby byly tři jeho hry prohlášeny za nepřátelské vůči komunistickému režimu. Na prvním Všesvazovém sjezdu sovětských spisovatelů v Moskvě (17. srpna – 1. září 1934) byl veřejně odsouzen jako buržoazně-nacionalistický dramatik. Zvláště kritický k němu byl Ivan Kulyk.
V prosinci 1934 byl zatčen agenty NKVD a poslán do neblaze proslulého soloveckého gulagu. Patřil do jednoho ze „ztracených transportů“ vězňů z roku 1937. Nyní je známo, že byl zastřelen 3. listopadu s dalšími 289 příslušníky ukrajinské inteligence na tradičním místě bolševických masakrů zvaném Sandarmoh v Karélii, objeveném až v roce 1997.
V roce 1956 byl Kuliš posmrtně prohlášen za nevinného a rehabilitován.